# Graf
Graf, weiblich Gräfin, ist ein Adelstitel, der in den meisten europäischen Ländern verliehen wurde.

## Herkunft des Wortes
Die althochdeutschen Formen grafio und gravo stammen wahrscheinlich über das mittellateinische graffio vom byzantinisch-altgriechischen grapheus „Schreiber“. Der lateinische Ausdruck comes, auf den die anderssprachige Bezeichnungen desselben Adelsranges zurückgehen (frz. comte/comtesse, engl. count/countess, ital. conte/contessa, span. conde/condesa usw.) bedeutet wörtlich „Begleiter“ (des Königs). In spätrömischer Zeit wurden als comites mehrere wichtige Hofbeamte, aber auch regionale Militärkommandeure bezeichnet.

## Graf als Adelstitel

### Amtsposition als Ursprung des Grafentitels
Im Frankenreich war ein Graf ein königlicher Amtsträger, der in einer Verwaltungseinheit, also einer Grafschaft oder einem Gau, die königlichen Hoheitsrechte ausübte. Die frühen Merowinger übernahmen zahlreiche spätrömische Ämter, darunter auch das des comes, die sich aber im Laufe des Frühmittelalters wandelten. Karl der Große beseitigte die letzten Reste der älteren Stammesherzogtümer und führte stattdessen die sogenannte Grafschaftsverfassung ein. Die Verwaltung im Reich lag nun, wie bereits teils in merowingischer Zeit, vor allem in den Händen der Grafen (lat. comites). Diese fungierten nicht nur als Heerführer, sondern auch als königliche Amtsträger bei der Ausübung der Regalien. In bestimmten Bereichen waren sie Stellvertreter des Königs, zum Beispiel als Mark-, Burg- und Pfalzgrafen. Besondere Bedeutung erlangten die Markgrafen: In ihrem Amt bündelten sich verschiedene Kompetenzen in den neuen Marken, wo sie über weitreichende Sonderrechte verfügten.
Die Übertragung von Ämtern und Gütern an ausgesuchte Adelsfamilien sicherte deren Loyalität und begründete eine neue Reichsaristokratie, die an der Königsherrschaft partizipierte; es handelte sich damit in der Zeit Karls des Großen noch nicht um vererbbare, sondern verliehene Ämter. Einer besseren Herrschaftsdurchdringung des Vielvölkerreichs sollten die sogenannten Königsboten (missi dominici) dienen. Diese wurden paarweise entsandt, je ein weltlicher und ein geistlicher Bote (in der Regel ein Graf und ein Bischof), um Anweisungen und Erlasse durchzusetzen und Abgaben einzutreiben, aber auch zur Demonstration der königlichen Herrschaftspräsenz und zur Kontrolle vor Ort. Sie konnten in einem zugeteilten Bezirk wenn nötig die unmittelbare Herrschaftsgewalt ausüben und Urteile fällen. Es waren die missi, welche den Treueeid abnahmen, den in den Jahren 789 und 802 alle männlichen Bewohner des Reiches ab dem Alter von zwölf Jahren dem König leisten mussten, um ihm die Loyalität seiner Untertanen zu sichern. Auch später blieben die Grafen in bestimmten Gebieten des Reichsguts, einer Königspfalz mit Umland oder später einer Reichsburg mit Umland, Stellvertreter des Königs. In der Regel entstammten diese „Amtsgrafen“ dem fränkischen (nach Angliederung der entsprechenden Gebiete auch dem schwäbischen, bairischen oder sächsischen) Adel (Edelfreie). Meist verfügten sie in dem entsprechenden Amtsbezirk (der Grafschaft) über umfangreichen Eigenbesitz (Allod), was ihnen die Durchsetzung ihrer Amtsgewalt erleichterte. Der Graf war zunächst mit Wehrhoheit und Gerichtsbarkeit, später auch mit Finanz- und Verwaltungshoheit ausgestattet. Die Grafschaftsverfassung des Frankenreichs wurde außer in seinen Nachfolgestaaten Deutschland, Frankreich und Italien auch von England (County), Spanien und Ungarn (Komitat) übernommen.
Schon von Beginn an bestand durch die häufige Wahl der Grafen aus dem lokalen Adel die Tendenz zur Erblichkeit. Ein König musste schon gute Gründe vorbringen, um dem Sohn eines Grafen die Nachfolge seines Vaters zu verwehren. Seit den Ottonen wandelte sich die Bedeutung des Grafentitels durch seine zunehmende Erblichkeit und die Einbindung ins Lehnssystem vom ursprünglichen Amt zum Begriff für die zusammengefassten Rechte eines Adligen in einem bestimmten Bereich. Die Grafenrechte wurden durch Tausch, Verkauf und Erbteilungen immer mehr privatrechtlich behandelt, die Grenzen zwischen Amtsgewalt und Privatbesitz verschwammen. Als äußeres Zeichen dieser Entwicklung setzte sich vermehrt die Bezeichnung der Grafschaft nach dem jeweiligen Herrschaftsmittelpunkt (der Hauptburg) des Grafen anstatt nach der ursprünglichen Bezeichnung des betreffenden Reichsgaues durch. Im Hochmittelalter gerieten die meisten Grafschaften und damit deren Rechte unter die Kontrolle edelfreier oder aus der Ministerialität emporsteigender Geschlechter oder der bereits mächtigen Herzöge. Die Salier versuchten – ohne nachhaltigen Erfolg – die Reorganisation der Grafschaften durch ihren ministerialischen Dienstadel zu erreichen. Die Verwaltung der Grafschaft und der mit ihr verbundene Titel waren daher überwiegend nicht mehr mit einer jederzeit widerrufbaren Amtsposition verbunden, sondern zum erblichen Lehen geworden.

### Der Grafentitel als adlige Rangstufe
Im Spätmittelalter wurden die Inhaber vieler großer Lehnsterritorien in den Grafenstand erhoben, aus der Amtsbezeichnung wurde ein Adelstitel. Die Ehefrau eines Grafen ist „Gräfin“, die Söhne von Grafen sind in der Regel ebenfalls Grafen. Die unverheiratete Tochter eines Grafen ist Gräfin, wurde jedoch seit dem 17. Jahrhundert auch als „Comtesse“ (frz. comtesse „Gräfin“, deutsch: Komtesse, auch Komtess) angesprochen, was bis ins späte 19. Jahrhundert gebräuchlich blieb.
Der deutsche Adel unterteilte sich allmählich in Hohen und Niederen Adel. Zum Hohen Adel zählten diejenigen Grafen, die reichsunmittelbare Territorien von „fürstmäßiger Größe und Bedeutung“ regierten, für welche sie auf den Grafenbänken des Reichstags über Sitz und Stimme verfügten. Sie bildeten damit den untersten Rang der Reichsstände. Die bloßen Titulargrafen (ohne solche Territorien) gehörten hingegen zum Niederen Adel. Im Heiligen Römischen Reich konnte der Adelstitel „Graf/Gräfin“ nur vom Kaiser (im Interregnum von einem Reichsvikar) verliehen werden. Man spricht insoweit auch von „Reichsgrafen“, wobei dieser Begriff zweischichtig ist:

Fürstenhut der standesherrlichen Grafen

- Fürstenhut der standesherrlichen GrafenDie „regierenden“, reichsunmittelbaren Grafen trugen ihre Territorien direkt vom Reich zu Lehen. Aufgrund der Verpflichtung zur Stellung eines militärischen Aufgebots wurden solche gräflichen, fürstlichen oder herzoglichen Reichslehen auch Fahnlehen genannt. Nachdem die zuvor formlosen Hoftage ab 1495 im Reichstag institutionalisiert wurden, erhielten die reichsunmittelbaren Grafen dort auf den „Grafenbänken“ Sitz und Stimme (neben Herzögen, Fürsten und Kirchenfürsten) und gehörten dadurch zu den Reichsständen. Sie zählten damit zum Hohen Adel und werden im Gothaischen Genealogischen Handbuch in der (roten) Bandreihe Fürstliche Häuser in der „Zweiten Abteilung: Genealogie der deutschen Standesherren“ geführt (siehe Auflistung). Ihnen stand die Anrede Erlaucht zu. Über ihren Wappen führen sie den Fürstenhut. Die vom Grafen abgeleiteten Titel Pfalzgraf, Landgraf und Markgraf haben eine besondere Bedeutung und gehörten im Alten Reich nicht zu den gräflichen, sondern zu den fürstlichen Rängen (siehe unten).

Grafenkrone der Titulargrafen

- Grafenkrone der TitulargrafenDie bloßen Titulargrafen, die ihren Grafentitel „vom Reich“ (das heißt vom Reichsoberhaupt) seit dem 16. Jahrhundert zunehmend als Rangerhöhung erhalten haben, aber keine Regierungsgewalt in Territorien mit Sitz und Stimme im Reichstag ausübten, zählen zum Niederen Adel und stehen im Rang auch nicht über solchen Grafen, die ihre Titel von anderen Monarchen erhalten haben. Sie bilden die breite Masse der Grafen und werden im Gotha in der (grünen) Bandreihe Gräfliche Häuser geführt, gemeinsam mit den von anderen Souveränen erhobenen Grafen. Ihnen stand die Anrede Hochgeboren zu, und über ihren Wappen führen sie die neunzackige Grafenkrone. Auch niederadlige Grafen konnten reichsunmittelbar sein, und zwar wenn sie zur Reichsritterschaft zählten; sie waren damit allerdings nicht im Reichstag vertreten und somit auch nicht „reichsständisch“.

Bis zum frühen 18. Jahrhundert war „das Reich“ (also der Kaiser) die einzige Quelle von „Grafungen“ im Reich, analog etwa zu Grafenerhebungen durch den französischen oder den englischen König. Als einziger der regierenden Reichsfürsten durfte der König von Böhmen, der auch zu den sieben Kurfürsten zählte, für sein Gebiet ebenfalls Grafenerhebungen vornehmen, doch fielen unter dem Haus Luxemburg ab 1347 und später unter dem Haus Habsburg ab 1531 die böhmische Königskrone und die deutsche Kaiserkrone über lange Zeiträume in Personalunion zusammen. Den Habsburgerkaisern stand es also frei, entweder Reichstitel (als Wahlkaiser des Heiligen Römischen Reichs) oder erbländische Titel (für ihre Königreiche Böhmen und Ungarn) zu verleihen. Erst ab 1701 begann der erste König in Preußen mit (seltenen) eigenständigen Grafenerhebungen; die anderen Reichsfürsten mussten bis zum Untergang des Alten Reichs 1806 für Grafenerhebungen beim Kaiser ein entsprechendes Gesuch stellen. Das Herzogtum Holstein stand, wie auch das Herzogtum Schleswig, welches außerhalb des Reiches lag, in Personalunion zum Königreich Dänemark, weshalb an schleswig-holsteinische Adelsfamilien (vor allem an die alten Equites Originarii) häufiger dänische Lehnsgrafentitel verliehen wurden, seltener Reichstitel. Die Lehnsgrafentitel sind primogen (das heißt Erstgeburtstitel); oft erfolgte nach dem Übergang des Landes an Preußen 1866 aber die preußische Anerkennung, bisweilen auch eine Erweiterung der Primogeniturtitel auf allgemeine Erblichkeit.
Nach dem Ende des alten Reiches 1806 wurden im Deutschen Bund die einzelnen Bundesfürsten souverän und durften daher nunmehr selbst Adelsverleihungen vornehmen, ohne Limit, bis hinauf zum Fürstenstand. Ebenso im Deutschen Kaiserreich von 1871 bis 1918, in dem allerdings keine Reichstitel vom Kaiser mehr verliehen wurden. Eine insbesondere im Preußen des 19. Jahrhunderts häufige Variante der Grafung war die Verleihung als Erstgeburtstitel an bedeutende Fideikommissherrn, also die jeweiligen Besitzer eines gesetzlich gebundenen Familiengutes oder Güterkomplexes. Erst nach dem Tod des jeweiligen Grafen ging der Erstgeburtstitel (mitsamt dem Besitz) dann auf den ältesten Sohn über, während die übrigen Familienmitglieder entweder Freiherren bzw. Freiinnen oder (meist) schlicht von hießen. Dies sollte einer „Inflation“ besitzloser Grafen vorbeugen. Eine besonders merkwürdige Variante des dänischen Lehnsgrafenstandes wurde 1672 der Familie von Brockdorff verliehen, mit einem primogenen Lehnsgrafentitel für den jeweils ältesten Sohn, dem Baronstitel für die jüngeren Söhne, jedoch dem Gräfinnentitel für die Töchter (um sie zu „guten Partien“ zu machen).
Wie im österreichischen Adel waren auch im Deutschen Kaiserreich Grafenerhebungen in aller Regel altem Adel vorbehalten. Umso mehr stieß es bei den großen Höfen und im Uradel auf Argwohn, als der Fürst Reuß j. L., der ein winziges Ländchen regierte, 1881 den in Paris lebenden Bankier Adolf Wilhelm Kessler in den erblichen Grafenstand erhob, kurz nachdem dieser den „einfachen“ preußischen Adelsbrief erhalten hatte. Dabei war der Freiherrenstand übersprungen worden, der ansonsten meist die inoffizielle Obergrenze für die Titelverkäufe kleiner Bundesfürsten, wie etwa Sachsen-Meiningen u. a., darstellte. Das preußische Heroldsamt erkannte folglich für Herrn von Kessler den Grafenstand mit Wirkung für Preußen nicht an. Vielmehr schloss Preußen mit den übrigen deutschen Königreichen, Sachsen, Bayern und Württemberg, am 26. Oktober 1888 ein Geheimabkommen „zur Verhinderung mißbräuchlicher Adelsverleihungen“. Unter sanftem politischem Druck wurden auch die kleinen Bundesstaaten bis 1912 zum Beitritt veranlasst – wenn auch nicht ohne Widerstände. (Siehe auch: Käuflichkeit von Adelstiteln).
Auch in den anderen europäischen Monarchien gab (oder gibt) es Grafenerhebungen. Im britischen Adel entspricht dem Grafen der Earl, der aber wie alle anderen britischen Adelstitel stets ein Erstgeburtstitel ist; ähnliches gilt für den spanischen Adel. Der skandinavische Adel, der französische Adel, der niederländische, belgische und teils auch der italienische Adel folgen jedoch weitgehend denselben Regeln des historischen Adelsrechts wie der deutsche und österreichische Adel. Für die Einhaltung dieser tradierten Prinzipien (sowie auch für die Vorbereitung der Adelserhebungen oder -erhöhungen) waren (oder sind) die Heroldsämter der Krone zuständig. Im deutschsprachigen Raum wacht heute der Deutsche Adelsrechtsausschuss über die Einträge in das Gothaische Genealogische Handbuch und damit über die Einhaltung des historischen Adelsrechts bei der Feststellung der Eintragungsfähigkeit.
Durch die Aufhebung der Adelsvorrechte in der Weimarer Republik wurden 1919 die „Vorrechte der Geburt“ (und damit die Standesvorrechte des Adels) abgeschafft (Artikel 109 Abs. 3 Weimarer Reichsverfassung). Die Adelstitel wurden zu Bestandteilen des amtlichen Nachnamens, wodurch der frühere Adelstitel (dessen weibliche Formen weiterhin gebildet werden) nach den Vornamen erscheinen, während sie zu Zeiten der Monarchie auch teilweise als Titel vor die Vornamen gesetzt wurden (In Österreich hingegen war es bis 1919 üblich, den Adelstitel zwischen dem Vor- und dem Nachnamen einzufügen). Der Österreichische Adel wurde durch das Adelsaufhebungsgesetz ausdrücklich abgeschafft und die Führung des Adelsprädikats „von“ sowie von Rangtiteln sogar unter Strafe gestellt.
Nach dem allgemeinen Sprachgebrauch lautet die mündliche Anrede „Graf/Gräfin Soundso“ (unter Weglassung des „von“). Die behördliche Adressierung von Briefen lautet „Herrn Woldemar Graf von XY“, während im privaten Schriftverkehr oft noch die traditionelle Höflichkeitsform „S.H. Woldemar Graf von XY“ verwendet wird.

### Abgeleitete Titel
- Landgraf (comes provincialis, comes patriae, comes terrae, comes magnus u. ä.): anfangs Amtstitel eines Lehensträgers unmittelbar vom König. Später gehörten die Landgrafen von Thüringen und Hessen dem Reichsfürstenstand an und waren annähernd einem Herzog gleichgestellt

- Markgraf (marchio): im Frühmittelalter Amtsträger in einer Grenzmark eines Reiches (daher auch Grenzgraf oder comes terminalis). Später in den meisten europäischen Ländern ein Adelstitel im Rang zwischen Graf und Fürst/Herzog (Marquis, Marchese, Marqués, Marquess). Im Heiligen Römischen Reich jedoch nur selten verwendeter Titel bestimmter regierender Reichsfürsten wie der Markgrafen von Meißen oder Markgrafen von Baden, die im Rang etwa Herzögen gleichgestellt waren (und deren Titel daher in anderen Sprachen als Margrave übersetzt wird, in betontem Unterschied zu den vorgenannten rangniedrigeren Marquis usw.).[5]
- Gaugraf (comes): im Frühmittelalter der Amtsträger in einem Gau (und Führer eines Heerbanns); später abgekommen und nicht als Rangtitel verwendet.

- Pfalzgraf (comes palatinus) und Hofpfalzgraf (comes palatinus caesareus): Amtsträger als unmittelbarer Vertreter des Königs (bzw. des Kaisers), später im Reichsfürstenstand, einem Fürsten gleichgestellt, aber mit höherem Ansehen verbunden

- Reichsgraf: ursprünglich der Graf einer anfangs königs-, dann reichsunmittelbaren Grafschaft, reichsständisch mit Sitz und Stimme im Reichstag. Seit dem 17. Jahrhundert zunehmend auch als Bezeichnung für den reinen Adelstitel Graf, sofern er durch den römisch-deutschen Kaiser verliehen war. Der Grafentitel wurde im Alten Reich nur selten unmittelbar an Bürgerliche verliehen (Briefadel); zumeist durchliefen die Familien zuvor die Erhebung in den einfachen Adelsstand (sofern sie nicht bereits dem Uradel angehörten) und dann in den Freiherrenstand, bevor sie schließlich die „Grafung“ als üblicherweise letzte Rangerhöhung erhielten. In den nächsthöheren Fürstenstand schafften es nur wenige Familien.

- Lehnsgraf: seit 1671 der dänische Grafenstand (lensgreve) als höchster Rang des titulierten Adels in Dänemark. Titel für den diplomierten Inhaber einer Lehnsgrafschaft (Territorium, ein großes Rittergut als Familienfideikommiss), bzw. für dessen erstgeborenen Sohn als präsumptiven Nachfolger.

- Burggraf (praefectus, castellanus): Amtsbezeichnung eines Lehnsnehmers des Königs (reichsunmittelbar) oder eines Landesherrn (Herzog, Graf, Fürstbischof, Bischof: landesunmittelbar) in einem kleinen Territorium, welcher in der Burggrafschaft Administration, Jurisdiktion und Militärverwaltung ausübte; später Adelstitel.
- Freigraf, z. B. die Freigrafschaft Burgund, Entwicklung aus der vormaligen Pfalzgrafschaft Burgund.
- Erbgraf: der erstgeborene Sohn bzw. Erbe eines reichsständischen (nach der Mediatisierung standesherrlichen) und somit hochadligen Grafen (vergleichbar etwa einem Erbprinzen).

Spezielle Titel:
- Wildgrafen (comites silvestres), Raugrafen und Rheingrafen: Diverse Geschlechter von Gaugrafen in Nachfolge der südwestdeutschen Emichonen; aus den Rheingrafen gingen später die Grafen von Salm hervor, die den Titel Wild- und Rheingrafen führten.
- Hallgrafen: Grafschaft zur Überwachung und Organisation des Salzhandels um Bad Reichenhall; 1169 von Heinrich dem Löwen als Herzog von Bayern eingezogen.

In anderen Sprachen:
- Earl, in nichtbritischen Gebieten Count (englisch)
- Conte (italienisch)
- Comte (französisch, katalanisch)
- Conde (spanisch)
- Vicomte (französisch): ursprünglich der Stellvertreter eines Grafen (Vizegraf). In Frankreich, England (Viscount) und den Niederlanden (Burggraaf) eigenständiger Titel zwischen Baron und Graf.

## Graf als nichtständische Amtstitel

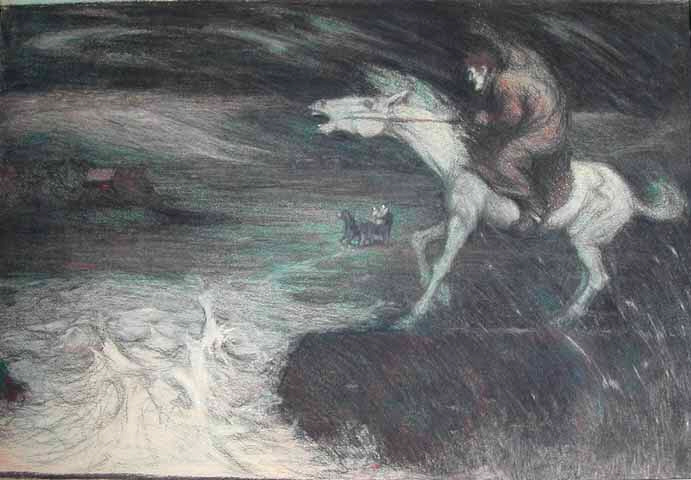
Der Deichgraf auf seinem Pferd: Hauke Haien ist die Titelfigur aus Theodor Storms Novelle Der Schimmelreiter.

Auch einige nichtadelige Amtsträger werden traditionell als Graf bezeichnet.
- Richterliche Ämter mit Verwaltungsbefugnissen:
  -  Freigraf: der durch den Gerichtsherrn (Stuhlherrn) eingesetzte Vorsitzende eines Freigerichts (auch Femegericht genannt). Jeder unbescholtene Freie konnte Vorsitzender oder Schöffe eines Femegerichtes werden.
  - Gograf (niederdeutsch: Gohgreve): der von den Landbewohnern gewählte und vom Landesherrn bestätigte Bauernrichter eines größeren Bezirks in Norddeutschland
  - Zentgraf (centenarius): Stellvertreter eines Grafen (Vizegraf), im Hessischen und Südwestdeutschen (dieselbe Bedeutung wie im Norddeutschen Gograf)

- Verwaltungsbeamte, teils mit richterlicher Befugnis:
  - Hansegraf: Das historische Amt des Hansegrafen oder Hansgrafen ist erstmals 1184 in Regensburg belegt und war je nach Stadt verschieden ausgestaltet; meist handelte es sich um Beamte für Hanse-, Markt- oder Handelsangelegenheiten.
  - Deichgraf: Bei waterschappen und einigen Deichgenossenschaften trägt der Obmann die Bezeichnung Deichgraf (niederdeutsch: Diekgreve).
  - Holzgraf: Vorsitzender für das Forstwesen. Er wurde von den Markgenossen gewählt.
  - Wichgraf: unterstand einem Bischof
  - Bördegraf: gutsherrlicher Bote oder Untervogt eines Gerichtsbezirks (Börde)
  - Salzgraf: Leiter eines Salzwerkes mit richterlichen Befugnissen